# Старик (пьеса)
«Старик» — пьеса, написанная Максимом Горьким в 1915 году. Впервые показана публике 1 января 1919 года на сцене Малого театра. На этом спектакле присутствовали В. И. Ленин с Н. К. Крупской.
Имеется тесная связь пьесы «Старик» с опубликованными в 1913 году публицистическими статьями М. Горького «О карамазовщине» и «Ещё о „карамазовщине“». Так, в предисловии к американскому изданию пьесы М. Горький писал: «В пьесе „Старик“ я старался указать, как отвратителен человек, влюблённый в своё страдание, считающий, что оно даёт ему право ме́сти за всё то, что ему пришлось перенести. Но если человек убеждён в том, что страдание даёт ему право считать себя исключительной личностью и мстить другим за свои несчастья, — такой человек, по моему мнению, не принадлежит к людям, заслуживающим уважения других. Вам это будет понятно, если вы представите себе человека, поджигающего дома и города только по той причине, что ему холодно!»

## Действующие лица пьесы
Описания даны по авторской характеристике:
- Мастаков — лет 40-45; светловолосый, бородатый, положительный тип русского мужика.
- Павел — лет 20-22; неловкий самолюбивый молодой человек.
- Татьяна — 17-19 лет; избалованная, капризная, наивная девушка.
- Захарова — лет 60; занятая хозяйством старуха, любит дом, в котором живёт.
- Степаныч — лет 50.
- Софья — 30-35 лет; энергичная, красивая, насмешливая, самоуверенная женщина.
- Харитонов — лет 45-50; живой, подвижный человек, жуликоват.
- Яков — лет 25; слащаво красив, глуповат, дешёвый щёголь.
- Каменщик — старый человек, склонный к задумчивости.
- Старик — лет 60-65; одет в полумонашеское платье, лицо злое, смотрит исподлобья.
- Девица — сопровождает Старика.

## Постановки
- В 1919 году «Старик» был поставлен в Малом театре. На премьере присутствовали Ленин и Крупская.

- В 1952 году спектакль «Старик» Симферопольского драматического театра в постановке Павла Гайдебурова удостоен Государственной премии СССР[6].

- В 1962 году спектакль ставился на сцене Псковского театра имени А. С. Пушкина[7].

- В 2013 году спектакль поставлен на сцене Томского драматического театра режиссёром А. Загораевым[8][9].

- В 2017 году поставлен на сцене Псковского театра имени А. С. Пушкина[10]. Режиссёр Анна Львовна Потапова[11].